# Юнек, Чирил
Чирил Юнек (хорв. Ćiril Junek, чеш. Cyril Junek; 31 октября 1872, Прага — 5 ноября 1928, Загреб) — хорватский композитор, дирижёр и музыкальный педагог чешского происхождения.
В 1893—1896 гг. учился в Пражской консерватории по классу органа, одновременно был помощником органиста в пражской церкви Святого Петра и руководил хором «Шкроуп», названным в честь композитора Франтишека Шкроупа. С 1896 г. жил и работал в Хорватии, первоначально как капельмейстер и органист в Бакаре, затем в 1898—1903 гг. в Пожеге. В 1903—1920 гг. преподавал в Хорватском музыкальном училище в Загребе, давал также частные уроки, в том числе дочери бана (и в дальнейшем видному хорватскому композитору) Доре Пеячевич. Перевёл на хорватский язык учебник гармонии Йозефа Фёрстера.
Автор мессы (1923), различных обработок народных песен.